# Groupe Akena
 (juin 2024).
Il peut être nécessaire de l'améliorer pour respecter le principe de neutralité de point de vue. 

 (juin 2024).
 (juin 2024).
La mise en forme du texte ne suit pas les recommandations de Wikipédia : il faut le « wikifier ».
Les points d'amélioration suivants sont les cas les plus fréquents :
- Les titres sont pré-formatés par le logiciel. Ils ne sont ni en capitales, ni en gras.
- Le texte ne doit pas être écrit en capitales (les noms de famille non plus), ni en gras, ni en italique, ni en « petit »…
- Le gras n'est utilisé que pour surligner le titre de l'article dans l'introduction, une seule fois.
- L'italique est rarement utilisé : mots en langue étrangère, titres d'œuvres, noms de bateaux, etc.
- Les citations ne sont pas en italique mais en corps de texte normal. Elles sont entourées par des guillemets français : « et ».
- Les listes à puces sont à éviter, des paragraphes rédigés étant largement préférés. Les tableaux sont à réserver à la présentation de données structurées (résultats, etc.).
- Les appels de note de bas de page (petits chiffres en exposant, introduits par l'outil «  Source ») sont à placer entre la fin de phrase et le point final[comme ça].
- Les liens internes (vers d'autres articles de Wikipédia) sont à choisir avec parcimonie. Créez des liens vers des articles approfondissant le sujet. Les termes génériques sans rapport avec le sujet sont à éviter, ainsi que les répétitions de liens vers un même terme.
- Les liens externes sont à placer uniquement dans une section « Liens externes », à la fin de l'article. Ces liens sont à choisir avec parcimonie suivant les règles définies. Si un lien sert de source à l'article, son insertion dans le texte est à faire par les notes de bas de page.
- La présentation des références doit suivre les conventions bibliographiques. Il est recommandé d'utiliser les modèles {{Ouvrage}}, {{Chapitre}}, {{Article}}, {{Lien web}} et/ou {{Bibliographie}}. Le mode d'édition visuel peut mettre en forme automatiquement les références.
- Insérer une infobox (cadre d'informations à droite) n'est pas obligatoire pour parachever la mise en page.

Pour une aide détaillée, merci de consulter Aide:Wikification.
Si vous pensez que ces points ont été résolus, vous pouvez retirer ce bandeau et améliorer la mise en forme d'un autre article.
Le groupe AKENA a été fondé en 1981 par Gilles Martin, en Vendée. Ce groupe emploi 1170 personnes.
Le groupe AKENA est principalement connu pour sa filiale Akéna Vérandas, bien que son activité ne se limite pas à la fabrication ni à la vente de vérandas, puisque depuis 2016 il s fabrique aussi des pergolas, des poolhouse et des abris de piscine. Le groupe possède également plusieurs filiales : Soko, Abrisud, Azenco, Coublanc et Fillonneau.

## Historique
Vérandas de l’Ouest, l’entreprise à l’origine du GROUPE AKENA, a été fondée en 1981 par Gilles Martin, puis rachetée en 1987 par le groupe Pechiney, qui la rebaptise Akéna Vérandas.
En 1998, le groupe Pechiney dépose le bilan d’Akéna Vérandas, qui est alors rachetée par Soko, société créée par Christophe Chabot, ancien président de Vérandas de l’Ouest, qu’il a quitté lors du rachat par Pechiney. C’est à l’occasion de ce rachat que le GROUPE AKENA voit le jour, le 22 septembre 1998. Depuis cette date, Christophe Chabot est le PDG du GROUPE AKENA.
En 2006, le groupe construit une usine de 12 000 m² à Dompierre-sur-Yon.
En 2007 le GROUPE AKENA acquiert Clover, une entreprise concurrente située à Strazeele.
En 2019, le GROUPE AKENA acquiert Azenco, une entreprise située à Cazères spécialisée dans les abris de piscine sur mesure.
En 2020, le GROUPE AKENA acquiert AbriSud, une société située à L’Isle-Jourdain et leader européen du marché des abris de piscine.
En 2021, le GROUPE AKENA fait construire une deuxième usine à Dompierre-sur-Yon.
En 2022, le GROUPE AKENA acquiert Coublanc, une entreprise fabriquant des stores et des pergolas située dans la commune de Coublanc.
En 2023, le GROUPE AKENA acquiert Fillonneau, une société qui fabrique des extensions de maison et des vérandas située à Fontenay-le-Comte, en Vendée.
Depuis 2019, le GROUPE AKENA s’est ouvert au marché européen et dispose d’agences en Belgique, en Espagne et en Italie.
À la suite de ces différents rachats, le GROUPE AKENA compte 1 170 employés, répartis entre le siège de l’entreprise à Dompierre-sur-Yon, les deux usines (dans la même ville), et les 7 sites de production des filiales.
La stratégie de croissance menée par le GROUPE AKENA vise à diversifier et à augmenter son offre, tout en renforçant sa position de plus important fabricant français dans le domaine de la véranda, de la pergola et de l’abri de piscine.

## Chiffres
Pour l’exercice 2022-2023, le GROUPE AKENA a réalisé un chiffre d’affaires de 250 millions d’euros.

## Communication
La publicité du GROUPE AKENA a été relayée à la radio par Stéphane Bern (de 2016 à 2017) puis par Chantal Ladesou (à partir de 2018).

## Engagements
Le GROUPE AKENA a sponsorisé Raphaël Dinelli en 2004-2005, pour la cinquième édition du Vendée Globe.
Le GROUPE AKENA a sponsorisé Arnaud Boissières de 2007 à 2013, qui a participé pendant cette période à plusieurs courses sur deux monocoques portant successivement le nom “Akéna Vérandas”.
Le GROUPE AKENA a sponsorisé le cycliste Thomas Voeckler de 2015 à 2016, aux côtés de l’équipe Europcar.